# Родовища будівельних пісків Вінницької області
Родовища будівельних пісків Вінницької області
Піски на території області досить поширені. Розвідано і враховано балансом 29 родовищ з сумарними запасами понад 40 млн м 3 по промисловим категоріям і понад 20 млн м3 по категорії С2. Крім цього виявлено та в різній мірі вивчено або оцінено ще понад 100 родовищ і проявів.
Піски переважної більшості родовищ низької якості. Переважають родовища дрібнозернистих пісків з модулем крупності 1,5-2. Майже на всіх родовищах вміст пильно-глинистої фракції перевищує допустимі ДСТУ норми (3 % для пісків, які використовуються в бетонах і 5-7 % — у будівельних розчинах). Такі піски вимагають збагачення (промивання). Використання їх в природному вигляді веде до перевитрат цементу і зниження міцності, особливо, морозостійкості бетонів.
Щодо хорошої якості піски поширені на древніх Дністровських терасах (смуга шириною до 20 км уздовж лівого берега). Вони часто відповідають вимогам до пісків для будівельних розчинів, а іноді і для бетонів (Вендичанське, Немійське-Юрковецьке, Дзиговський родовища). Однак, ці піски, як правило, вимагають відсіву гравійної фракції, що становить до 10 % і більше.
Іноді, на Придністров'ї зустрічаються лінзи білих середньозернистих неогенових морських пісків хорошої якості, наприклад Котюжанське родовище. Але вони залягають під шаром вапняку. У більшості випадків піски цього горизонту тонкозернисті, придатні тільки для використання у виробництві силікатних виробів.
На решті території області піски відносно задовільної якості, з вмістом 5-20 % пильно-глинистої фракції і модулем крупності близько 1,5. Розташовані ці родовища на терасах Південного Бугу та його приток (Ладижинське, Лукашівське, Поборське, Гунчанське, Погребищанське родовища). На останніх двох з них зустрічаються також досить чисті піски з модулем більше 2,0. Ще більш дрібнозернисті і глинисті піски балтського ярусу розвідані в центральних районах (Тиврівському, Прибузьке).
Крім цього відома значна кількість покладів пісків, які можуть бути використані як будівельні після їх детальнішого вивчення. Зокрема біля сіл Ставки, Лугове, Джулинка Бершадського району, Стрижавка, Стадниця Вінницького району, Семилітка Гайсинського району, Петрані Жмеринського району, Дашів, Кам'яногірка Іллінецького району, Мізяків, Гущинці Калинівського району, Вахнівка, Журава, Підлісне Липовецького району, Івча, Микулинці, Лукашівка Літинського району, Озаринці, Немия Могилів-Подільського району, Котюжани, Рівне, Курашівці, Наддністрянське, Жван, Житники, Дерешова Мурованокуриловецького району, Кароліна, Скрицьке, Мухівці Немирівського району, Рожична Оратовського району, Піщанка. Дмитрашківка, Трибусівка Піщанського району, Володіївці Чернівецького району, неподалік м.Шаргород і в інших місцях.
Іноді зустрічаються також лінзи пісків різної крупності пов'язані з процесами промивання первинних каолінів (Черепашинський гранкар'єр).
Чисті грубозернисті піски техногенного походження накопичуються на Глуховецькому і Турбівському каолінових заводах. При додатковому їх промиванні можливе використання і дрібнозернистих відходів збагачення. Відомі поклади пісків серед розкривних порід окремих гранітних та інших кар'єрів (Черепашинський, Погребищенський, Вендичанський).
У Вінницькій області, за винятком південних районів, постійно відчувався дефіцит будівельного піску. Піски для бетонів в Вінницю і деякі інші міста поставлялися з Києва та сусідніх областей. Останнім часом підприємства будіндустрії Вінниці завозять дрібнозернистий пісок Тиврівського родовища з вмістом 10-20 % пильно-глинистої фракції на відстань понад 40 км.
При цьому слід зазначити, що для отримання кондиційних наповнювачів для бетонів, піски майже всіх родовищ області вимагають збагачення. Це питання особливо актуальні для Вінниці. За умови організації збагачення (промивання) пісків, поклади яких відомі в 5-10 км на північ від міста, обласного центру і сусідні райони можуть бути повністю забезпечені якісним місцевим будівельним піском.
Модуль крупності пісків для бетонів, крім збагачення, може бути значно підвищений за рахунок введення в їх склад певних фракцій відсіву дроблення гранітів і крупнозернистих пісків, одержуваних при збагаченні каолінів.